# Jukka Ylipulli
Jukka Petteri Ylipulli, né le 6 février 1963 à Rovaniemi, est un coureur finlandais du combiné nordique.

## Biographie
Il est le frère des sauteurs à ski Raimo et Tuomo Ylipulli.
Aux Jeux olympiques d'hiver de 1984, pour sa première sélection en grand championnat il prend la médaille de bronze à l'individuel. La même année, il obtient la médaille d'argent au championnat du monde par équipes à Rovaniemi.
Aux Championnats du monde 1985, il gagne cette fois-ci la médaille de bronze par équipes.
C'est lors de la saison 1987-1988 que le Finlandais monte sur ses premiers podiums en Coupe du monde avec un sur le sprint par équipes de Lahti et l'autre en individuel à Rovaniemi.
Il étend sa carrière internationale jusqu'aux Mondiaux 1991.
Dans les années 1990, il devient entraîneur dans l'équipe finlandaise de combiné nordique.

## Palmarès

### Jeux olympiques
| Épreuve / Édition | Sarajevo 1984 | Calgary 1988 |
| Individuel        | Bronze        | 16e          |
| Par équipes       |               | 7e           |

### Championnats du monde
| Épreuve / Édition | Rovaniemi 1984 | Seefeld 1985 | Lahti 1989 | Val di Fiemme 1991 |
| Individuel        |                | 11e          | 13e        |                    |
| Par équipes       | Argent         | Bronze       | 8e         | 6e                 |

### Coupe du monde
- Meilleur classement général : 15e en 1986 et 1988.
- 1 podium individuel : 1 deuxième place.
- 1 podium en sprint par équipes : 1 troisième place.

#### Différents classements en Coupe du monde
| Année | Classement général final |
| 1984  | 22e                      |
| 1985  | 19e                      |
| 1986  | 15e                      |
| 1987  | 26e                      |
| 1988  | 15e                      |
| 1989  | 24e                      |
| 1990  | 27e                      |